# Vandenhaute (francuski gimnastyk)
Vandenhaute – nieznany z imienia francuski gimnastyk, który wystąpił na Letnich Igrzyskach Olimpijskich 1900.
Podczas tych igrzysk startował w jedynej rozegranej konkurencji gimnastycznej – wieloboju indywidualnym mężczyzn. Na tę konkurencję składało się 16 ćwiczeń, za które można było zdobyć 320 punktów (20 za każdą konkurencję). Zawodnik ten zdobył 166 punktów, co w łącznym zestawieniu uplasowało go na 125. miejscu wśród zawodników sklasyfikowanych.